# Institutions bruxelloises

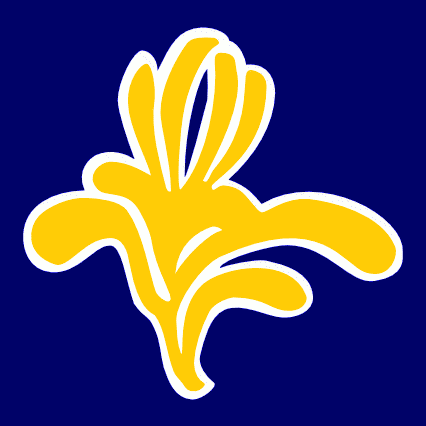
Le premier logo de la région de Bruxelles-Capitale de 1991 à 2015.

Les institutions bruxelloises désignent les différentes institutions politiques et administratives de la région de Bruxelles-Capitale, en Belgique.

## Historique
Les institutions bruxelloises furent mises en place lors de la troisième réforme de l’État belge par la loi spéciale du 12 janvier 1989.

## Composition
Les institutions bruxelloises se composent :
- du parlement de la région de Bruxelles-Capitale : assemblée  élue au suffrage universel, dont les 75 membres sont répartis en deux groupes linguistiques (l'un français, l'autre néerlandais).
- du gouvernement de la région de Bruxelles-Capitale : l'organe exécutif, composé de manière paritaire sur le plan linguistique.
- de trois « commissions communautaires » sont créées pour exercer des compétences communautaires sur le territoire de la région bruxelloise : 
  - la Commission communautaire française (COCOF)
  - la Commission communautaire flamande (VGC)
  - la Commission communautaire commune (COCOM)

Chaque commission est dotée d'une assemblée, composée des membres de l'assemblée régionale bruxelloise selon leur rôle linguistique, et d'un organe exécutif (dénommé collège ou collège réuni) composé des ministres et secrétaires d'État régionaux selon leur appartenance linguistique.